# X/Open XA
X/Open XA とは、X/Openが策定した分散トランザクション処理のための標準規格。各ノードのローカルなリソースマネージャと、それらを分散システムとして統合するトランザクションマネージャとの間のプログラムインタフェースを規定している。
XAは、トランザクションマネージャとリソースマネージャ間で2相コミットプロトコルを実行するためのC言語プログラムインタフェースを規定している。主にTXインタフェースおよびXAインタフェースがある。
本来のXAインターフェースは製品に依存せず同一であるが、XA準拠の各トランザクションマネージャでは、リソースマネージャが製品固有の方法で組み込まれている場合がある。